# ツインスター・サイクロン・ランナウェイ
『ツインスター・サイクロン・ランナウェイ』は、小川一水による2019年発表の短編小説、および2020年～2025年に発表された長編SF小説。短編は早川書房よりハヤカワ文庫JAから刊行の『アステリズムに花束を 百合SFアンソロジー』に所収。長編は早川書房よりハヤカワ文庫JAとして全4巻刊行。また2023年からコミカライズが行われ、コミックグロウルで連載中。単行本はブシロードコミックスより発売で既刊2巻。遠未来の宇宙を舞台に、二人の女性が異星生物「昏魚（ベッシュ）」を捕獲する漁師として活躍する百合物語。

## あらすじ
人類が宇宙に進出してから6000年後の未来。巨大ガス惑星ファット・ビーチ・ボールを周回する都市型宇宙船に住む「周回者（サークス）」たちは、惑星大気中を泳ぐ異星生物「昏魚（ベッシュ）」を捕獲し、「全質量可換粘土（AMC）」に加工し輸出することで生活している。
昏魚を捕る漁は、礎柱船（ピラーボート）というAMCでできた特別な漁船を使い、夫が「ツイスタ」として操船し、妻が「デコンパ」として網を作り出す、という役割分担で行うことになっている。
両親から礎柱船を引き継いだ女性テラは、自分と結婚して「ツイスタ」になってくれる男性を求めて繰り返しお見合いをしているが、「デコンパ」としてユニークすぎる網を作り出す癖もあり、なかなか相手が決まらない。そこに現れた家出少女ダイオードは、自分に船を操縦させてくれとテラに迫る。二人はペアを組み、異例の女性同士で漁に挑むことになる。

## 登場人物
テラ（本名：テラ・インターコンチネンタル・エンデヴァ）
24歳の女性で、物語の主人公の一人。空想家で夢想好きな性格から「作り話（テル・テール）のテラ」と呼ばれることもある。漁業では「デコンパ」という役割を担当し、自身の想像力を活かして網を形成する技術に長けている。エンデヴァ氏の出身。
ダイオード（本名：カンナ・イシドーロー・ゲンドー）
18歳の少女で、もう一人の主人公。通称「ダイオード」は「DIE-Over-Dose」の頭文字に由来する。女性としては珍しい「ツイスタ（舵取り）」を担当し、礎柱船（ピラーボート）の操縦や船体推力の制御を行う。驚異的な9500時間もの飛行経験を持ち、操縦技術において非常に優れているが、「デコンパ」適性は皆無。ゲンドー氏の出身。
マギリ（弦道間切：ゲンドー・マギリ）
一ツ星航行士。ガス惑星ファット･ビーチ・ボール周回者船団団長。巡航戦闘艦改造漁船インシディアス号船長。
エダ（ドライエダ・デ・ラ・ルーシッド）
星間生物学一等博士。元七軍ＤＤ艦隊所属少佐。享年29。
モラ・インターコンチネンタル
テラの後見人。エンデヴァ氏。
ルボール・ミニットマン
モラの夫。エンデヴァ氏。
ジーオン・ハイヘルツ・エンデヴァ
エンデヴァ氏長老、筆頭漁師、族長。62歳。
ポヒ・ヌートカ
ジーオンの妻。クオット氏の出身。
カリヤナ・ハイヘルツ・エンデヴァ
通称カーリィ。ハイヘルツ家５兄妹の２番目。真空地表実習合宿帰りの天体実習船が無予告の大巡鳥（ターシンニャオ）発見時に同乗。
ビトリッチ・クーンデン
氷採取船、インセイシャブル号勤務。アイタル氏の出身。
ロック（岩魚石灯籠弦道：イワナ・イシドーロー・ゲンドー）
ツナミ・サーチ（測候船）ソーフィワー（孀婦岩）船長。ゲンドー氏。
小角（オヅノ・イシドーロー・ゲンドー：小角石灯籠弦道）
ロックの夫。ゲンドー氏。
リニア・新星（リニア・シンチン）
ロックの属員。シンチン氏。
プライ（プライズバッグ・バックヤードビルド・ジャコボール・トレイズ）
ヘリウム採集船インソルベント（支払い不能）号のインヘイラー（吸引士）。ジャコボール・トレイズ氏。
瞑華（メイカ・シキリヨーニ・ケイワク：瞑華仕切鬼蛍惑）
ダイオードの元同級生。ゲンドー氏。
忠哉（チューヤ・ゲンニッセー・ジゴー：忠哉幻日斎次号）
弦道漁師番付第三席。ゲンドー氏。
白膠木（ヌルデ・シキリヨーニ・ケイワク：白膠木仕切鬼蛍惑）
ゲンドー氏族長。
蘭寿（ランジュ・ヨモスガラ・タチマチ：蘭寿終夜立待）
瞑華の二個下の後輩。ゲンドー氏。
花温（カノン・ホコーエイ・ウンガク：花温蒲公英雲岳）
白膠木の２代後のゲンドー氏族長。
紫雲（ジーユン）
外宇宙観測基地、銀涯台（インニヤタイ）の上尉。隕沙門（ユンシャメン／宇宙の互助会）会員。
彗彗（フィフィ）
隕沙門の童子型ロボット。船内食堂天壌園（ティンランヤン）のお掃除やお料理のご注文から、事件・事故処理・法律相談・戦闘戦術アナリティクスまでなんでも承るマスコット。
ストー（四頭雲：ストー・ユン）
隕沙門の干事（ガンシー／理事）、汎銀河往来圏 防軍七軍 総参謀長、亀型異星人。
リン（琳瑯：リン・ロウ）
隕沙門の干事、汎銀河往来圏 防軍七軍 伐戎処（ファイーシュ）上帥（シャンシュアイ）閣下。
ゲンドー・トーマ（弦道遠間）
星間施工船・芙蓉の船長。マギリの父。
マデリン（チャン・ミカエル・マデリン）
惑星パステルツェ３、ギジアルパ宇宙港の航空管理官。
リエ（チャン・シーエテ・リエ）
ギジアルパ総合学校の生物学者。
夷（イ・カオトウ：夷拷土）
坑鏡（クンチン）星系で昏魚殲滅迎撃降下作戦行動中の八軍艦隊団長、上帥、灰色蓬髪巨漢。
シーヤ・スカンジーナ
参謀副官、中校（チュンガオ）、瀟洒な金髪で痩身の女性士官。ダイオードのトレーニングジム仲間。
才中尉（サイチュンウェイ）
第二軍所属、金色の瞳と柔らかな獣毛の体軀、流麗な鼻梁に中折れ尖り耳の美しい獣人型異星人。

## 用語
周回者（サークス）
恒星マザー･ビーチ･ボールにある惑星ファット･ビーチ･ボール（ＦＢＢ）軌道上の巨大な都市型宇宙船で生活し、ガス惑星ＦＢＢの水素やヘリウムの大気中を泳ぐ生物「昏魚（ベッシュ）」を捕獲して生計を立てている。
入植時の人口約５０万人。３００年後の現在は約３０万人。
昏魚（ベッシュ）
巨大ガス惑星ファット・ビーチ・ボールの水素とヘリウムの大気中やアンモニアの氷雲の中を泳ぐ金属製の体を持つ魚のような生物。「ヴェイグ（影とか正体不明）なフィッシュ」というところから名付けられた。
全質量可換粘土（AMC）
物体の形状や質量を自由に変えることが可能な特殊な粘土。昏魚から作られる唯一無二の資源である。必要に応じて変形でき、また硬化させることで高い強度を持つ構造体として利用できる。さらに宇宙船の推進剤としても機能するため、AMCで宇宙船をつくると、船体そのものが燃料となるため非常に効率的な運用が可能となる。
精神脱圧（デコンプレッション）
AMC粘土の形状を変化させる操作のこと。この能力を持つ人が全質量可換粘土（AMC）を望む形状や機能に変化させることができる。
周回者が過去なしとげた最大のデコンプは、周回者暦49年、礎柱船（ピラーボート）の建造限界を見極める実験として作られたインデューサー号・108万トン。
礎柱船（ピラーボート）
昏魚漁に使用される特殊な漁船。漁業には「デコンパ」と「ツイスタ」という2名のペアが必要で、通常はこの役割分担は夫婦で担われる。
デコンパ
漁網を形成する役割を担う技術者。精神脱圧（デコンプレッション）の能力を使って、礎柱船を構成するAMCの一部を変形させることで、昏魚を捕獲するための網などを生成する。周回者の社会では女性がこの役割を担うと定められている。
ツイスタ
漁船の操縦士で、昏魚の動きに合わせて船を操作する。周回者の社会では男性が担当することとされている。
体液性ジェル
礎柱船（ピラーボート）が惑星FBBの大気圏内にいる間は2Gを越える重力がかかる。礎柱船の前後の操縦ピットは呼吸可能な体液性ジェルを満たす構造で浮力により楽をする。
氏族
周回者社会は16の氏族によって構成され、それぞれ異なる文化や規律を持っている。当初24あったと伝えられる氏族のうち、残っているのはドローン＆ドングル、エンデヴァ、ゲンドー、ヘブリュー、アイタル、ジャコボール・トレイズ、キールン、リリシア、ヌエル、オバノン、ポルックス、ＱＯＴ、ラデンヴィジャーヤ、テグ、ヴァーチュ、シンチンの16氏族。アクシス、ベイジン、コネクティ・カット、フリック、モシ、シリウス、ウラル、ズールーの8氏族は、衰退して他に吸収された。
へブリュー氏は戒律、ポルックス氏は生物保護、ＱＯＴ氏は議論好き、アイタル・エンデヴァ・ＪＴ各氏は出入り自由でゆるゆる、でもＪＴ氏はお金にはしっかりしている、Ｄ＆Ｄ氏は氏族船システムのエキスパート、と言った個性がある。
ゲンドー氏は弦道と書き、それは二点を結ぶ最短距離を意味し、超光速航法・光貫環（クァングァンファン）の発明とも関係すると言う説もあるが、他の氏族からはあまり相手にされない。
遺伝子多様性を保つために、婚姻は他氏族間で行うことが通例。
氏族船
惑星ＦＢＢの高軌道6000キロを、別々に周回する都市型宇宙船。エンデヴァ氏の氏族船名は「アイダホ」でドーナツ型。ゲンドー氏は「芙蓉」で直径５キロのハイビスカス形。ジャコボール・トレイズ氏は「テーブル・オブ・ジョホール」で円テーブル型。シンチン氏の「ツァイジン」は五芒星型。ラデンヴィジャーヤ氏の「マンダーラ」は円形の周りにさらにいくつもの円が隣接。自転により外周基底面で重力加速度１Ｇを実現。
光貫環（クアングアンフアン）
星系短絡機関として登場する技術用語。
大巡鳥（ターシンニャオ）
汎銀河往来圏（ギャラクティブ・インタラクティブ／ファンイェンフー・ワンライウェイ）の戦略輸送武装艦。全幅60キロ。主機光貫環。
惑星FBBには2年に一度来訪する超大型星系交易船。砂漠を渡る隊商のように、4000光年の星々を飛び回り、礎柱船の操縦ピットのような高度技術機器を持ち込む代わりに、ＡＭＣ粘土や移住者を持ち去る。手紙は届くが本人は滅多に帰らないため、人買いや詐欺と疑う者もいる。星と星の等重力ポテンシャル面を結んだトンネルをぶち抜き光より速く飛び去る。固有名では無く、艦種。大巡鳥級輸送艦。第18001番艦は強翼（チアンイー）号。
一撃鳥（イージーニャオ）
小回りの利くすばやい軌道脱還艇。乗組員15人、主砲一門の小型艦。宇宙船だが大気圏内の飛行能力を備え、哨戒、伝令、追跡、調査等をこなす。他惑星への航行能力はなく大規模な宇宙戦闘にも向かない。
猛打鳥（モンダーニャオ）
防軍機動艦隊の主力を担う重武装の戦艦。
距踏鳥（ジウターニャオ）
浮かぶ要塞 装甲厚30メートル、八軍強襲降下艦は夏下（シアシア：旗艦）、同型艦夏雷（シアレイ）。
小巡鳥（シャオシンニャオ）
名称読み方のみの記載だが、比較的少人数での光貫環による恒星間航行が可能。
蜂鳥（フンニャオ）
プロペラ駆動の超小型機。
通雀（トンチー）
羽ばたき無人機。
汎銀河往来圏（ファンイェンフー・ワンライウェイ）防軍（バオジュン）
銀河共和国とも言える汎銀河往来圏全域の安全を守るとされる宇宙軍。
親衛の第一軍、近海 圏内治安担当の第二軍、遠征の第三軍、巡回の第七軍、荒事の第八軍。

## 書誌情報
- 小川一水(著) 「ツインスター・サイクロン・ランナウェイ」- SFマガジン編集部(編)『アステリズムに花束を 百合SFアンソロジー』所収、早川書房〈ハヤカワ文庫JA〉、ISBN 978-4-15-031383-8
- 小川一水(著) 『ツインスター・サイクロン・ランナウェイ』 早川書房〈ハヤカワ文庫JA〉、全4巻
  1. 2020年3月18日発売[3]、ISBN 978-4-15-031421-7
  2. 2022年2月16日発売[4]、ISBN 978-4-15-031506-1
  3. 2023年6月20日発売[5]、ISBN 978-4-15-031553-5
  4. 2025年1月22日発売[6]、ISBN 978-4-15-031588-7

- 小川一水(原作)、たなかあひる(漫画)、望月けい(キャラクター原案) 『ツインスター・サイクロン・ランナウェイ』 KADOKAWA〈ブシロードコミックス〉、既刊2巻
  1. 2024年6月7日発売[7]、ISBN 978-4-04-899623-5
  2. 2024年12月6日発売[8]、ISBN 978-4-04-899651-8